# Lindenow Fjord
Lindenow Fjord är en fjord i Grönland (Kungariket Danmark). Den ligger i den södra delen av Grönland, 600 km sydost om huvudstaden Nuuk.